# Audru
Audru är en ort i Estland. Den ligger i Audru kommun och landskapet Pärnumaa, i den sydvästra delen av landet, 120 km söder om huvudstaden Tallinn. Audru ligger 9 meter över havet och antalet invånare är 1 430.
Terrängen runt Audru är mycket platt. Havet är nära Audru åt sydost.  Närmaste större samhälle är Pärnu, 7,6 km öster om Audru.